# Gow Lake
Koordinaten: 56° 27′ 0″ N, 104° 29′ 0″ W
Gow ist ein Einschlagkrater in der kanadischen Provinz Saskatchewan.
Der Durchmesser des Kraters beträgt vier Kilometer, sein Alter wird auf weniger als 250 Millionen Jahre geschätzt. Im Krater befindet sich ein klassischer Kratersee mit einer Insel, die aus dem Zentralberg entstanden ist.